# Ana Crnković
Ana Crnković (Gornji Tavankut, 21. rujna 1934. – 30. listopada 2011.) je naivna umjetnica u tehnici slame i pedagoginja. Rodom je bačka Hrvatica. Po struci je profesorica zemljopisa. Mnoge je stvarateljice i stvaratelje naučila radu u tehnici slame. Učila je radu sve dobne kategorije, od djece do umirovljenika.

## Životopis
Rodila se u Gornjem Tavankutu 1934. godine. Škole je pohađala u Tavankutu i Subotici. Studirala je u Zagrebu, gdje je postala diplomirana profesorica zemljopisa.
Posao u struci je našla u Crvenci. Njenom zahtjevu za premještanje u Tavankutu je udovoljeno, pa se 1977. zaposlila u osnovnoj školi Matija Gubec 1977. godine. Ondje se susrela s tehnikom rada u slami te poznatim umjetnicama u tom području Marijom Ivković Ivandekić, sestrama Anom, Đulom i Tezom Milodanović, Katom Rogić, Margom Stipić i njihovim učenicama. Sama se uključila širiti to znanje među mladima u Tavankutu.
Odmah se te iste 1977. godine kad je došla u Tavankut pridružila Likovnoj sekciji HKPD Matija Gubec, netom nego se je skupina slikarica-slamarki među kojima su bile Marga Stipić, Anica Balažević, Matija Dulić, Marija Ivković Ivandekić, Rozalija Sarić, Kata Rogić i dr. aktivirala nakon što je već dugo godina bila zamrla aktivnost Likovne sekcije. Poslije je postala voditeljicom Likovne sekcije sve do 1992. godine.
Vremenom su im se pridružile i nove umjetnice. Godine 1986. je Likovna sekcija prerasla u Koloniju naive u tehnici slame. Sazivi tih kolonija su dodatno afirmirali Anu Crnković, Margu Stipić, Katu Rogić, Mariju Ivković Ivandekić, Rozaliju Sarić te već prije poznate kolegice, ali i nove članice kolonije.
1992. je utemeljila novu udrugu slamarki, imena LUSA te je prestala biti članicom ovog društva.
Udrugu LUSA-u koja djeluje pri Udruzi umirovljenika Subotice, vodila je 5 godina. Uskoro je osnovala još jednu slamarsku udrugu, Slamarsku radionicu umirovljenika (SRP, "penzionera"). Nije samo na tome stala širiti slamarsku kulturu, nego je bila začetnicom i osnivačicom Slamarske sekcije Anica Balažević koja djeluje o okviru subotičkog ogranka Matice hrvatske.
Skupno je izlagala na tristotinjak izložaba u Hrvatskoj, BiH, Mađarskoj, Rusiji, Bjelorusiji, Bugarskoj, Njemačkoj, Rumunjskoj, SAD-u i drugdje. Sudjelovala je u umjetničkim kolonijama u Tavankutu, Subotici, Osovlju, Rijeci, Krašiću, Ernestinovu, Sv. Martinu pod Okićem i drugdje.

## Nagrade
Dobila je brojne nagrade, među kojima valja istaknuti:
- Prvomajska nagrada
- Oktobarska nagrada za 1986.
- državno priznanje Orden rada sa srebrnim vijencem

## Vanjske poveznice
- HKPD Matija Gubec Tavankut  Arhivirana inačica izvorne stranice od 4. veljače 2014. (Wayback Machine) Ana Crnković s dijelom sudionika Kolonije naive u tehnici slame u Tavankutu 1986.
- HKPD Matija Gubec Tavankut  Arhivirana inačica izvorne stranice od 4. veljače 2014. (Wayback Machine) Ana Crnković s dijelom sudionika Šestog susreta Prve Jugoslavenske kolonije slamarki, Tavakut, 1991.
- HKPD Matija Gubec Tavankut  Arhivirana inačica izvorne stranice od 19. prosinca 2021. (Wayback Machine) Slika Ane Crnković: Kukuruzi već se beru, slama, 1996.